# 舒克拉雅1号
舒克拉雅1号 (Shukrayaan-1，梵语“金星飞船”)是由印度空间研究组织(ISRO)所提出的一艘研究金星大气层及地表的轨道飞行器。
2017年，政府拨付了供完成初步研究的经费，并发布设备征求意见。根据该轨道器的最终配置方案，其有效科学设备载荷能力约为100千克(220磅)，可用功率500瓦，环金星的初始椭圆轨道预计近拱点 500公里(310英里)，远拱点 60000公里(37000英里)。

## 概述
基于钱德拉扬(月船计划)和曼加里安任务(火星轨道探测器)的成功，印度空间研究组织已着手对地球最近的邻居——火星和金星未来行星际飞行任务进行可行性研究，在2012年蒂鲁帕蒂太空会议上首次提出了前往金星的任务设想。印度政府在2017-18年度预算中，将航天部门的拨款提升了23%，在太空科学部分，预算涉及到“火星轨道器任务二和金星任务”的经费，并在2017-2018年拨款申请后，授权其完成初步研究。2016年至2017年，印度空间研究组织与日本宇宙航空研究开发机构合作，在无线电掩星实验中利用破晓号的信号研究金星大气层。
该项任务的三大研究领域包括地表/地下地层及表面重建过程；大气层化学、动力和成分变化；在研究大气层结构、成分和动能的同时，研究太阳辐照度和太阳风与金星电离层的相互作用。
 

## 项目进展
2017年4月19日，印度空间研究组织发布公告，根据任务的各方面要求向印度学术界征求所搭载科研设备的建议。2018年11月6日，印度空间研究组织再次发布公告，邀请国际科学界提出建议。设备搭载限重从第一次公告中提到的175千克修改为100千克。截至2018年底，金星任务正处于结构研究阶段，印度空间研究组织尚未获得印度政府的全面批准。 
2019年，天文学和天体物理学校际研究中心主任“索马克·雷乔杜尔”(Somak Raychaudhury)声明，类似无人机的探测器是任务的一部分。
印度空间研究组织科学家”T·玛丽亚·安东尼塔在向美国宇航局行星科学委员会提供的最新资料中说，这次发射预计将在2024年12月进行，她说，还有一个备份日期是2026年。截至2020年11月，有20项国际提案已入围印度空间研究组织名单，其中包括与俄罗斯、法国、瑞典和德国的合作。瑞典空间物理研究所已被印度空间研究组织邀请参与合作舒克拉雅1号任务。

## 国际合作
印度航天局(ISRO)和法国国家太空研究中心正在进行讨论，就这项任务进行合作，共同开发自主导航和空气制动技术。
此外，法国天体物理学家”雅克·埃米尔布·拉蒙特“(Jacques Émile Blamont)缘于他在维加计划中的经验，对“乌杜皮·拉马钱德拉·拉奥”(U R Rao)利用充气气球帮助研究金星大气层表示出兴趣。就像维加号任务期间一样，这些带有仪器的气球可从轨道飞行器上投放，漂浮在行星相对温和的高层大气层中进行长时间的观测。印度空间研究组织同意考虑使用载有10千克(22磅)有效载荷的气球探测器研究55公里(34英里)高空金星大气层的提议。

## 有效载荷
科学有效载荷的质量为100千克(220磅)，由印度本国和来自其他国家的仪器设备组成。截至2019年12月，已有16台印度和7台国际科研设备入围，其中一些将被送入太空。

### 本国设备
- 金星L和S波段合成孔径雷达
- VARTISS(高频雷达)
- VSEAM (表面辐射计)
- VTC(热敏摄像机)
- VCMC (云层监控装置)
- LIVE (闪电传感器)
- VASP (分光偏振计)
- SPAV (太阳掩星光度测量)
- NAVA(气辉成像仪)
- RAVI (反渗透实验)*
- ETA (电子温度分析仪)
- RPA (延迟电位能量分析仪)
- 质谱仪
- VISWAS (等离子体分析仪)*[29]
- VREM (环境辐射检测)
- SSXS (太阳软X射线光谱仪)
- VIPER (等离子体波探测器)
- VODEX (尘埃检测)

* RAVI 和 VISWAS 被建议与德国和瑞典合作制造。

### 国际设备设备
- 由美国宇航局推荐的能产生强大雷达脉冲的太赫兹装置；[30]
- 俄罗斯太空研究所和莫斯科物理技术学院的两台用于研究金星大气层设备；[31][27]
- 金星红外大气气体连接器[32] (VIRAL) ，莫斯科空间研究所和法国拉特莫斯大气实验室提供；
- :研究金星中层大气层结构和动力的激光外差近红外光谱仪IVOLGA。

## 另请参阅
- 金星探测任务列表
- 金星的观察和探索